# Brighton Beach
Brighton Beach è un quartiere del borough di Brooklyn, situato nella città statunitense di New York. Confina a nord con Belt Parkway, a ovest con Ocean Parkway e ad est con Manhattan Beach.
È famoso per l'elevata presenza di immigrati russofoni, per le spiagge sull'oceano Atlantico e per la vicinanza ai parco divertimenti di Coney Island.

## Storia

### Sviluppo iniziale
Brighton Beach è inclusa in una zona da Sheepshead Bay a Sea Gate che è stata acquistata dai nativi americani nel 1645 per una pistola, una coperta e un bollitore.
La spiaggia di Brighton era situata su un terreno sabbioso e, prima dello sviluppo nel 1860, aveva prevalentemente fattorie. L'area faceva parte della "Divisione media" della città di Gravesend, che era l'unico insediamento inglese delle sei città originarie della Contea di Kings. Verso la metà del XVIII secolo, trentanove lotti della divisione erano stati distribuiti ai discendenti dei coloni inglesi.
Nel 1868, William A. Engeman costruì un resort nella zona. Il resort è stato nominato "Brighton Beach" nel 1878 da Henry C. Murphy e da un gruppo di uomini d'affari, che hanno scelto di nominare un'allusione alla località turistica inglese di Brighton. Con l'aiuto del geometra William Stillwell di Gravesend, Engeman ha acquisito tutti i 39 lotti per il costo relativamente basso di $ 20.000. 38 Questo hotel di 460 × 210 piedi (140 × 64 m), con sale a 5.000 persone ogni notte e pasti per un massimo di 20.000 persone al giorno, era vicino all'allora western dell'isola di Coney, quindi era soprattutto l'alta borghesia che andava in questo hotel. Il padiglione per il bagno balneare di Brighton Beach a due piani da 120 piedi (120 m) è stato anche costruito nelle vicinanze e aperto nel 1878, con la capacità di 1.200 bagnanti. L’"Hotel Brighton", noto anche come il "Brighton Beach Hotel", era situato sulla spiaggia in quello che ora è il piede di Coney Island Avenue. Brooklyn, Flatbush e Coney Island Railway, il predecessore dell'attuale linea della metropolitana di New York, della metropolitana, inaugurarono il 2 luglio 1878 e fornirono l'accesso all'hotel.
Adiacente all'hotel, Engeman ha costruito il corso di regata di Brighton Beach per le corse di cavalli purosangue. Nel dicembre 1887, una marea estremamente alta si riversò sull'area, creando una nuova, temporanea connessione tra Sheepshead Bay e l'oceano. Ha scritto il Brooklyn Daily Eagle: "A meno che [Engeman] non sia molto fortunato le prossime gare sulla pista di Brighton Beach saranno condotte dai bianchi cavalli crestati di Nettuno."
Dopo quella marea altissima, e un decennio di erosione della spiaggia, il Brighton Beach Hotel, ormai posseduto dalla ferrovia, ha affrontato la possibilità di essere "minato e portato via". Un piano definito "altamente ingegnoso e romanzo "è stato avviato dal sovrintendente della ferrovia, JL Morrow, e dal suo segretario, EL Langford, per elevare e spostare l'edificio nel suo complesso, 495 piedi più nell'entroterra. Ciò è stato ottenuto sollevando la costruzione stimata di 5000 tonnellate, 460 × 150 piedi (140 m × 46 m), utilizzando 13 martinetti idraulici, dopo di che sono state posate 24 linee di binari ferroviari - un miglio e mezzo di lunghezza in totale - e 112 "macchine di piattaforma" ferroviarie (macchine piane) tirate da sei locomotive a vapore furono usate per tirare l'albergo via dal mare. Questa attenta ingegneria (di B.C. Miller) ha reso la mossa riuscita; iniziò il 2 aprile 1888 e continuò per i successivi nove giorni, e fu il più grande movimento di costruzione del diciannovesimo secolo.
Anton Seidl e la Metropolitan Opera hanno portato le loro interpretazioni popolari di Wagner al Brighton Beach Music Hall, dove John Philip Sousa era in residenza, e il New Brighton Theatre era un punto di riferimento per il vaudeville. I visitatori per il tè al Brighton Beach Casino di Reisenweber saranno serviti da cameriere giapponesi in costume. In un enorme club privato, i Brighton Beach Baths, i membri possono nuotare, accedere a una spiaggia privata e giocare a pallamano, mah-jongg e carte.
Il villaggio, insieme al resto di Gravesend, fu annessa al 31º rione della città di Brooklyn nel 1894.

### All'inizio del 20º secolo
Nel 1905, Brighton Beach Park aprì la sua area di divertimenti, chiamandola Brighton Pike. Brighton Pike ha offerto passerelle, giochi, intrattenimento dal vivo (compreso lo spettacolo selvaggio west di Miller Brothers (101 Ranch) e un enorme roller coaster in acciaio. Il parco è stato chiuso nel 1919 dopo essere stato bruciato. La spiaggia attuale è rimasto popolare, però.
Brighton Beach è stata rielaborata come una comunità residenziale piuttosto densa con la ricostruzione finale della ferrovia di Brighton Beach a standard di transito rapidi, diventando la Brooklyn-Manhattan Transit Corporation (BMT) Brighton Line (servizi B e Q) della metropolitana di New York City. Il sistema di metropolitana nel quartiere è fuori terra su una struttura sopraelevata. L'apertura della linea Brighton della BMT ha avuto conseguenze contrastanti: sebbene abbia reso Brighton Beach praticabile come una comunità per tutto l'anno, era ora molto più fattibile per i visitatori tornare a casa la sera piuttosto che passare la notte. Ciò portò alla chiusura del Brighton Beach Hotel nel 1924.
Gli anni prima e dopo la Grande Depressione portarono con sé un quartiere composto per la maggior parte da ebrei americani di prima e seconda generazione e, in seguito, da sopravvissuti all'Olocausto. Dei circa 55.000 sopravvissuti all'Olocausto che vivono a New York nel 2011, la maggior parte vive a Brighton Beach. Per soddisfare le crescenti esigenze culturali, il New Brighton Theatre si convertì nel primo teatro yiddish degli Stati Uniti nel 1919.

### Fine del XX secolo e immigrazione sovietica
Dopo la seconda guerra mondiale, la qualità della vita a Brighton Beach diminuì significativamente con l'aumento del tasso di povertà e del rapporto tra residenti più anziani e residenti più giovani. A causa della crisi fiscale degli anni '70, i lavoratori governativi e la classe media si erano trasferiti nelle aree suburbane, mentre le persone dividevano le case in abitazioni ad uso singolo per i poveri, gli anziani e i malati di mente. Brighton Beach ha sofferto di incendi dolosi tanto quanto lo sono stati i costanti traffici di droga. Durante l'estate, tuttavia, persone provenienti da tutta la città andavano alla spiaggia di Brighton Beach, vicino all'Oceano Atlantico.
A metà degli anni '70, Brighton Beach divenne un luogo popolare in cui sistemarsi per gli immigrati sovietici, per lo più ebrei dalla Russia e dall'Ucraina. Così tanti ex-sovietici immigrarono a Brighton Beach che la zona divenne nota come "Piccola Odessa" (come la città ucraina sul Mar Nero).
Il crollo dell'Unione Sovietica e i successivi significativi cambiamenti nelle condizioni sociali ed economiche degli stati post-sovietici hanno portato migliaia di ex cittadini sovietici ad emigrare negli Stati Uniti. Molti altri immigrati sovietici e post-sovietici, che parlavano principalmente russo, scelsero Brighton Beach come luogo in cui stabilirsi.
Un grande numero di imprese, negozi, ristoranti, club, uffici, banche, scuole e centri di gioco per bambini di lingua russa, aperti a immigrati si sono aperti nell'area.
Il valore degli immobili a Brighton Beach ha ripreso a salire, anche se le droghe sono rimaste un problema sociale nella zona nei primi anni '90.
Agli inizi degli anni 2000, fu costruito un complesso condominiale ad alto reddito, denominato "Oceana". Questo indirizzo è diventato la destinazione di ricchi uomini d'affari, intrattenitori e alti funzionari dell'ex Unione Sovietica, e con l'acquisto di unità presso l'Oceana, i prezzi delle abitazioni sono aumentati.
Dall'inizio del 2010, un numero significativo di immigrati dell'Asia centrale ha scelto anche Brighton Beach come luogo di insediamento.